# USS J. William Ditter (DM-31)
USS J. William Ditter (DD-751/DM-31) là một tàu khu trục rải mìn lớp Robert H. Smith được Hải quân Hoa Kỳ chế tạo trong Chiến tranh Thế giới thứ hai. Con tàu được đặt theo tên Nghị sĩ Hạ viện J. William Ditter (1888-1943). Nó bị hư hại nặng sau khi bị máy bay Kamikaze đâm trúng trong Trận Okinawa, nhưng vẫn sống sót và được kéo trở về Hoa Kỳ. Nó xuất biên chế ngay khi chiến tranh kết thúc và bị tháo dỡ một năm sau đó. J. William Ditter được tặng thưởng một Ngôi sao Chiến trận do thành tích phục vụ trong Thế Chiến II.

## Thiết kế và chế tạo
J. William Ditter được đặt lườn, như là tàu khu trục DD-751 thuộc lớp Allen M. Sumner, vào ngày 25 tháng 1 năm 1944 tại xưởng tàu của hãng Bethlehem Shipbuilding Corporation ở Staten Island, New York, và được hạ thủy vào ngày 4 tháng 7 năm 1944; được đỡ đầu bởi bà J. William Ditter, vợ góa nghị sĩ Ditter. Nó được xếp lại lớp như một tàu khu trục rải mìn với ký hiệu lườn DM-31 vào ngày 19 tháng 7 năm 1944 trước khi nhập biên chế tại Xưởng hải quân New York vào ngày 28 tháng 10 năm 1944 dưới quyền chỉ huy của Hạm trưởng, Trung tá Hải quân R. R. Sampson.

## Lịch sử hoạt động
Hoàn tất chuyến đi chạy thử máy tại vùng biển Bermuda vào tháng 12 năm 1944, J. William Ditter khởi hành từ Norfolk, Virginia vào ngày 13 tháng 1 năm 1945, băng qua kênh đào Panama và ghé qua San Diego, California trước khi đi đến Trân Châu Cảng vào ngày 10 tháng 2. Sau các đợt thực hành huấn luyện, nó rời vùng biển quần đảo Hawaii vào ngày 2 tháng 3 để hướng đến Eniwetok rồi đến Ulithi, và xuất phát từ căn cứ này vào ngày 19 tháng 3 để đi sang vùng chiến sự tại Okinawa.
Đi đến ngoài khơi Okinawa vào ngày 25 tháng 3, vốn sẽ là nơi diễn ra hoạt động tấn công đổ bộ lớn nhất tại Mặt trận Thái Bình Dương, J. William Ditter bắt đầu các hoạt động quét mìn. Sang ngày hôm sau, nó phải cơ động để né tránh một quả thủy lôi khi đối đầu với một tàu ngầm Nhật Bản. Đến ngày 29 tháng 3, nó phát hiện hai xuồng máy tấn công cảm tử Shin'yō ngoài khơi Okinawa, và đã đánh chìm một chiếc bằng hải pháo. Cho đến ngày diễn ra cuộc đổ bộ chính 1 tháng 4, nó đã cùng các tàu quét mìn rà quét các luồng đi đến đến bãi đổ bộ, góp phần vào thành công cuộc đổ bộ ban đầu. Sau đó nó chuyển sang nhiệm vụ hộ tống các tàu vận tải rút lui vào ban đêm về khu vực neo đậu an toàn. Vào đêm 2 tháng 4, nó bắn rơi hai máy bay ném bom, rồi trong những ngày tiếp theo đã chịu đựng nhiều cuộc không kích của đối phương, đa số là kiểu tấn công tự sát Kamikaze. 

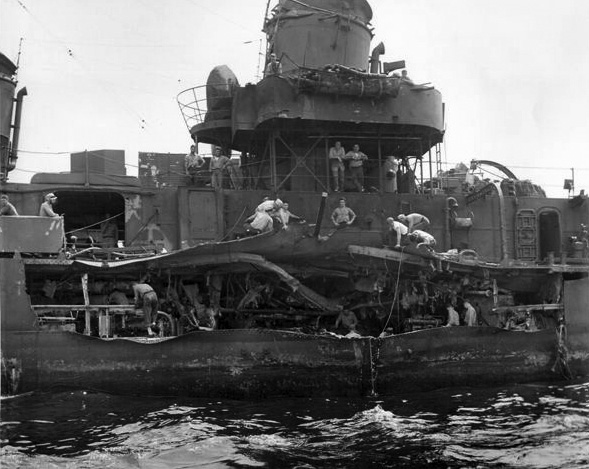
Những hư hại sau khi bị máy bay kamikaze đâm trúng, tháng 6, 1945.

J. William Ditter được điều sang vai trò cột mốc radar canh phòng từ ngày 12 tháng 4, một nhiệm vụ quan trọng nhưng nguy hiểm, nhằm cảnh báo sớm cho hạm đội về những cuộc không kích của đối phương và dẫn đường cho máy bay tiêm kích tuần tra chiến đấu trên không (CAP) ngăn chặn. Nó đã bắn rơi nhiều máy bay đối phương và trợ giúp vào việc tiêu diệt những chiếc khác cho đến khi quay trở về Kerama Retto vào ngày 30 tháng 4; và sau đó lại tiếp tục đảm nhiệm vai trò này và tham gia nhiều cuộc đụng độ với không quân đối phương. Đang khi tuần tra cùng các tàu Harry F. Bauer (DM-26) và Ellyson (DD-454) vào ngày 6 tháng 6, nó bị một tốp đông máy bay Kamikaze tấn công. Hỏa lực phòng không của con tàu đã bắn rơi năm máy bay đối phương, nhưng một chiếc thứ sáu đã đâm trúng ống khói số hai, rồi một chiếc khác đâm xuống mạn trái con tàu gần sàn chính. Chiếc tàu khu trục mất điện toàn bộ và chịu đựng nhiều thương vong, nhưng các nỗ lực kiểm soát hư hỏng đã giúp nó nổi được cho đến khi được chiếc tàu kéo Ute (AT-76) kéo nó rút lui về Kerama Retto vào ngày hôm sau.
J. William Ditter được sửa chữa tạm thời, đủ để nó có thể lên đường đi Saipan vào ngày 10 tháng 6 bằng chính động lực của mình, bắt đầu hành trình quay trở về Hoa Kỳ. Nó đã đi ngang qua San Diego và kênh đào trước khi về đến New York vào ngày 12 tháng 7. Tuy nhiên con tàu không được sửa chữa, mà được cho xuất biên chế vào ngày 28 tháng 9, 1945, và bị bán để tháo dỡ vào tháng 7, 1946.

## Phần thưởng
J. William Ditter được tặng thưởng một Ngôi sao Chiến trận do thành tích phục vụ trong Thế Chiến II.